# Lupul negru (film)
Lupul negru (titlul original: în cehă Černý vlk) este un film dramatic de aventuri cehoslovac, realizat în 1972 de regizorul Stanislav Černý bazat pe romanul omonim (1942, revizuit în 1965) de Karel Fabián, protagoniști fiind actorii František Peterka, Radovan Lukavský, Josef Hajdučík și Petr Haničinec.

## Rezumat
În pădurea deasă de la marginea Pădurii Boemiei veghează doi polițiști de frontieră, pușcașul Kučera și conducătorul de câini Štencl, căruia lenevia și stângăcia i-au adus porecla Bambula (prostovan). Câinele oficial al armatei, cățeaua Liza, prinde mirosul unui câine străin din partea germană, Lupul negru. Își roade lesa și fuge. Curând după aceea, granița a fost atacată. Cei doi soldați sunt răniți de focuri de armă care urmează, dar împușcătura lui Štencl lovește ținta, iar intrusul, o femeie atrăgătoare într-un tricou negru, este găsită moartă. Ancheta descoperă că aceasta era un agent care cunoștea pe cineva dintre localnici.
Toți localnicii sunt chemați să identifice cadavrul, dar nimeni nu recunoaște că o știe pe femeie. Doar tăietorul de lemne Franěk știe foarte bine cine este. Inge îi fusese colegă și iubita cu ani în urmă, pe vremea când amândoi lucrau la circ. S-au reîntâlnit recent și el îi promisese ajutor și un loc unde să se ascundă. Franěk se preface că este prieten cu polițiștii de frontieră, dar la ce se poate gândi acum este răzbunarea pentru moartea lui Inge. Îl ia pe Lupul negru, care a urmat-o pe Liza înapoi în divizie, și bate brutal câinele în coliba sa izolată.
Bambula și Kučera au o ceartă pentru Mařenka, dar fata frivolă îi uită curând pe amândoi și își găsește un alt iubit. Kučera a început să bea pentru a-și reveni din povestea sa de dragoste nefericită și este împușcat în timp ce mergea într-o noapte la cârciumă. Cu puțin timp înainte, Franěk a aflat de la Bambula că el și Kučera au fost cei care au împușcat-o pe Inge în serviciul lor de gardă. 
Lupul negru îl descoperă pe infractor. Urmele de pe capcana de fier care a ucis cățelul lui și al lui Liza îl duc la Franěk, iar câinele îl atacă pe crudul tăietor de lemne. Franěk caută adăpost la polițiștii de frontieră, dar aceștia au deja câteva dovezi indirecte împotriva lui. Îngrozit de Lupul negru furios, tăietorul de lemne recunoaște totul.  

## Distribuție
- František Peterka – tăietorul de lemne Franěk
- Radovan Lukavský – căpitanul Hájek
- Josef Hajdučík – conducătorul de câini Štencl, numit Bambula (prostovanul)
- Petr Haničinec – Prim-locotenentul Tomíček, adjunctul lui Hájk
- Jiří Holý – sublocotenentul Stogončík
- Rudolf Jelínek – pușcașul Josef Kučera
- Miloš Willig – locotenent colonelul de contrainformații
- Václav Švorc – maiorul de la contraspionaj
- Jan Pohan – locotenentul de contraspionaj
- Drahoslava Landsmanová – Inge Čermáková
- Oldřich Velen – Gustl Grünnfeld
- Karel Augusta – bucătarul
- Marta Richterová – Mařenka
- Josef Bulík – tăietorul de lemne Bouzek
- Karel Charvát – un tăietor de lemne
- Milan Jedlička – un tăietor de lemne
- Vladimír Janura – veterinarul
- Oldřich Hoblík – doctorul
- Josef Šebek – caporalul la înregistrări
- Eliška Nejedlá – femeia cu ochelari care se distrează
- Jan Miller – trăgătorul Karel
- Václav Němec – bărbatul distrat
- Miroslav Saic – șoferul căpitanului Hajek
- Petr Šporcl – caporalul Pačes
- Jiří Wohanka – sergentul de legătură